# Michalcza
Michalcza (prononciation : [miˈxalt͡ʂa]) est un village polonais de la gmina de Kłecko dans le powiat de Gniezno de la voïvodie de Grande-Pologne dans le centre-ouest de la Pologne.
Il se situe à environ 7 kilomètres au nord-ouest de Kłecko (siège de la gmina), à 23 kilomètres au nord-ouest de Gniezno (siège du powiat) et à 42 kilomètres au nord-est de Poznań (capitale régionale).
Le village possède une population de 260 habitants en 2006.

## Histoire
De 1975 à 1998, le village faisait partie du territoire de la voïvodie de Poznań.

Depuis 1999, Michalcza est situé dans la voïvodie de Grande-Pologne.